# 狐狸座35
狐狸座35，又名BD+26 4164，HD 204414、SAO 89720、HR 8217，是狐狸座的一颗恒星，视星等为5.41，位于銀經77.04，銀緯-16.6，其B1900.0坐标为赤經21h 23m 15.5s，赤緯+27° -16.6′ 23″。